# Triple Play (videojuego)
Triple Play Baseball es una saga de videojuego deportivo de béisbol en 3D, de la compañía estadounidense Electronic Arts, que solo salió en el continente americano.
El juego es un simulador serio, bastante convencional y no es una saga importante para lo que acostumbra Electronic Arts, nació en la época de 32 bit siendo PC y PlayStation los únicos sistemas que llegaron albergarlo hasta la salida de la continuación de la consola de Sony PS2 y una versión para Nintendo 64, Game Boy Color y Xbox.

## Juegos de la saga
La versión 1999 no llegó a salir, la saga culminó en la versión 2002, las siguientes cambiaron el nombre a MVP Baseball, que mantuvo el estilo de Triple Play. A continuación se menciona los juegos de la saga, los sistemas en que están disponible y su fecha de lanzamiento:
- Triple Play 97- PC-DOS, PlayStation (1996)
- Triple Play 98- PlayStation, PC-Windows (1997)
- Triple Play 2000- Nintendo 64, PlayStation, PC-Windows (1999)
- Triple Play 2001-  Game Boy Color, PlayStation, PC Windows (2000)
- Triple Play Baseball- PlayStation, PlayStation 2, PC-Windows (2001)
- Triple Play 2002- PlayStation 2, Xbox (2002)

- Datos: Q5638204